# Gedser Fyr
Gedser Fyr ist ein nach dem Ort Gedser benannter Leuchtturm in Dänemark. Das Bauwerk steht etwa 1 Kilometer entfernt von Gedser Odde, dem südlichsten Punkt Dänemarks an der Südspitze von Falster.

## Geschichte
Begonnen 1802 als Turm mit geschlossenem Kohlenkessel, der 1834 zu einem Spiegelapparat umgebaut wurde. Der Turm wurde 1851 erhöht und mit einem feststehenden Linsenapparat versehen. 1905 wurde der Turm noch einmal erhöht und der Linsenapparat durch einen rotierenden ersetzt, der mit einem Glühbrenner für Petroleum ausgestattet war.
Von der Spitze des 20 m hohen Backsteinturms kann man bei klarem Wetter die Küste von Mecklenburg-Vorpommern in Deutschland sehen.
Das Leuchtfeuer ist seit 1802 in Betrieb, wurde 1947 elektrifiziert und ab 1962 automatisiert.
- Bauwerkshöhe: 20 m
- Feuerhöhe: 26 m
- Tragweite: 18 sm

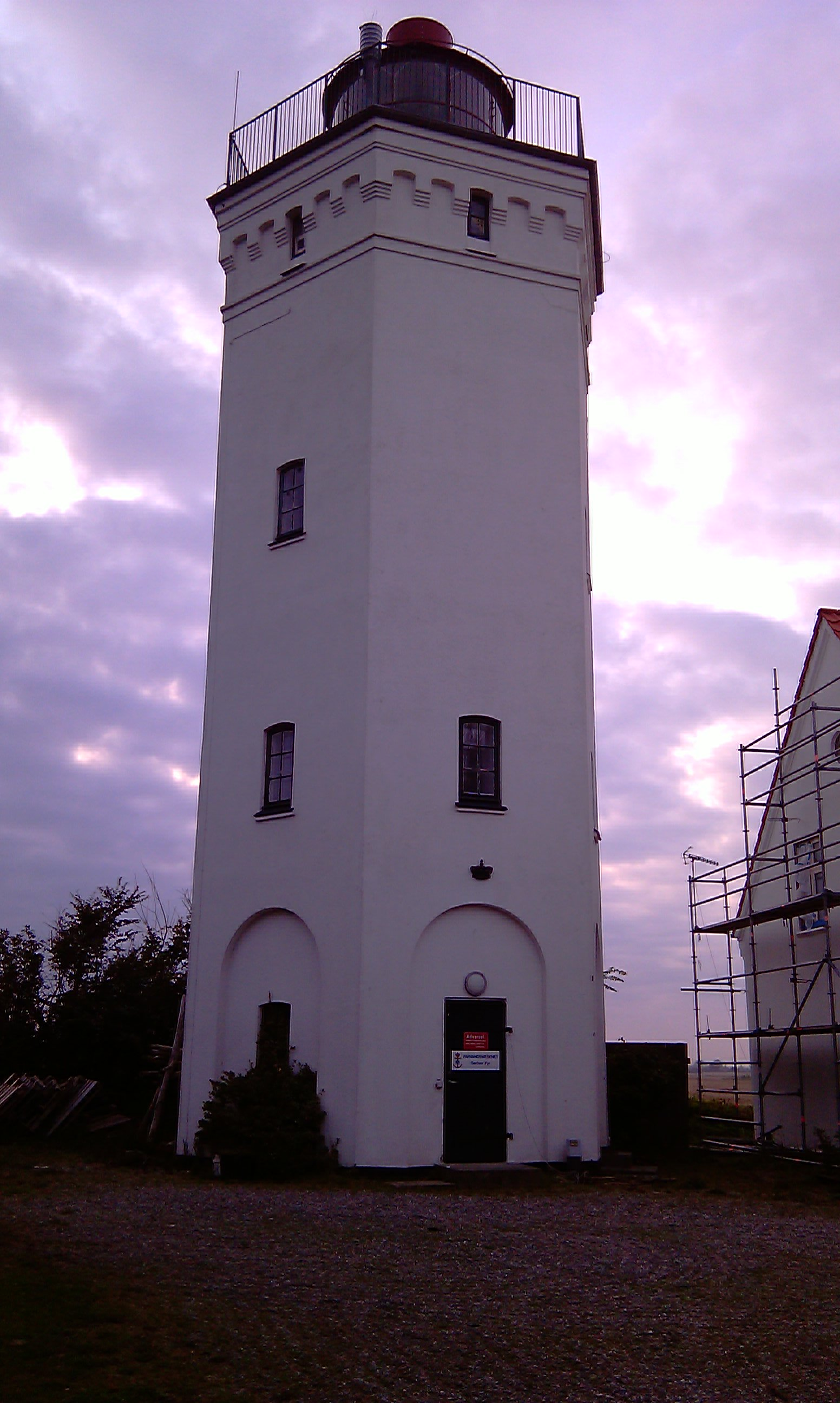
Leuchtturm Gedser – Abendstimmung, 2011

Der Entwurf des Leuchtturms wird dem dänischen Seeoffizier und Kartographen Poul de Løvenørn zugeschrieben und ist seit 1802 einer der ältesten noch in Betrieb befindlichen Leuchttürme. Sein Name ist verbunden mit der Konstruktion des Leuchtturms Christiansø (1801–05), Sprogø Fyr (1809, neu 1868), Tunø Fyr (1811, später erhöht) und Stevens Alter Leuchtturm (1816–18), welcher schon seit 1932 in den Dänischen Denkmalschutz aufgenommen wurde.
Mit der Zunahme des Schiffsverkehrs in der Kadettrinne musste südlich von Gedser Odde die Untiefe des Gedser Rev ab 1921 durch ein sicherndes Feuer mit dem Feuerschiff No. XVII besetzt werden. Nach der Beendigung 1972 wurde 2003 ein Festes Feuer (Fl.R.5s) - Gedser Rev installiert.
Der Leuchtturm Gedser ist für den öffentlichen Verkehr gesperrt und nur von außen zu besichtigen.